# リップリップルズ
『リップリップルズ』は、Purple softwareから2024年11月29日に発売されたアダルトゲームである。
発売前の時点では「リップモンスター」と言う題名だったが、のちに改題した。
本作の前半はファーストキスを奪われた主人公が、その「犯人」を捜す内容であり、個別ルートではその「犯人」との恋愛模様が展開される。本作では「問い詰めパート」というシステムがあり、このパートではプレイヤーが選択したヒロインに対し、4択で問い詰めていく。

## あらすじ
大学生3年生・罪木ツミは、「ファーストキスは一番大事な人」と決めており、大切な人とファーストキスをすることを夢見てきたが、彼女が欲しいという気持ちもあった。ある日、転寝をしていた彼に誰かがキスをし、慌てて逃げていった。ツミは愕然としつつも、ファーストキスを奪った犯人を捜すことを決意し、思い当たる人物に一人ひとり聞き込みをしていった。

## 登場人物

### メインキャラクター
罪木ツミ
本作の主人公。
ナナ
声：歩サラ
ツミの通う大学で美人と評判の女子大生。
キリ
声：七種結花
ツミを振り回す少女。乱暴者だが乙女チックな一面がある。
ヒバナ
声：くすはらゆい
ツミに執着する少女。明るい反面、自分が一番だと思っており、ツミが他の女と行動を共にしようとすると妨害にかかる。
マツリ
声：蒼乃むすび
ツミの同級生。学年のわりに大人びた性格をしている一方、色仕掛けじみた行動が多く、それに戸惑うツミの反応を見るのを楽しんでいる。また、露出の多い服装でいることが多く、ブラジャーをつけていないこともある。
ルナ
声：藤咲ウサ
常に腹を空かせている少女で、なにかとツミに食べ物をせびる。

### サブキャラクター
カイ
声：藤永修平
ツミの友人。ホストクラブでアルバイトをしており、自分の店を持つことを夢見ている。
シズク
声：葵時緒
ツミとナナの共通の親友であるギタリスト。無口な性格に加え、肩の入れ墨によって恐れられるが、本人は心優しい性格をしている。
マミ
声：白砂菓夏海
ツミとナナが世話になった医者。

## 制作
企画・シナリオ担当の此ノ花しなは、「BugBug」とのインタビューの中で、普通のアダルトゲームを作りたくないという想いから「問い詰めパート」を考案したのち、シナリオを考え、そこからさまざまなものを詰めに詰め込んだと語っており、この経緯から通常のアダルトゲームのようにシナリオの前半を共通パートと呼ぶには微妙かもしれないと述べている。
また、対戦格闘ゲームにヒントを得て、ヒロインの前口上と負け台詞それぞれ3種類をランダムで再生する演出を取り入れた。それにより、勝っても負けても楽しめるよう演出上の工夫がなされている。
主要キャラクターはいずれも七つの大罪をモチーフとしており、ナナ以外の4人は七つの大罪に関連した花言葉にちなんでいる。此ノ花は本作のヒロインに受け身な者が不在なのは自分の性癖だろうとしており、だからこそモンスターなのかもしれないと語っている。
主人公・ツミは、大人しいキャラではなく、基本的に言いたいことをはっきり言うタイプとして設定されている。これは、此ノ花が悩むようなキャラクターを好んでいないことに由来する。
ヒロインのうち、ナナは「七つの大罪」の「七」から取られた。また、彼女のルートはグランドルートに相当する。
キリは、強欲を意味するグロキシニアの和名「オオイワギリソウ」にちなみ、わがままな人物として描かれている一方、物語が進むにつれて乙女チックな一面をのぞかせるようになる。キャラクターのキャッチコピーである「素直になれないグーパン乙女」はこれにちなむ。
ヒバナは嫉妬の花言葉をもつシクラメンの和名「カガリビバナ」に由来しており、めんどくさい女という此ノ花が好きなキャラクター性が詰め込まれている。ヒバナは情緒不安定であると同時にかわいらしさやまじめさを併せ持った人物として描かれている。此ノ花は彼女のルートが最も書きやすかったと話しており、個人的なお気に入りとしてカフェのエピソードを挙げている。
マツリはジャスミンの和名「マツリカ」にちなんで名づけられた。性的なことが大好きな人物として描かれており、日常会話でもそれがらみの話題が挙がるほか、体験版ではセリフの一部が伏字になる。なお、「ストローをかじる癖がある」という裏設定は、欲求不満であることをほのめかすために取り入られた。
一方、ルナは「ルピナス」にちなんでつけられ、大食いとして設定されている。同様の理由からアルバイトをする展開もあり、此ノ花は彼女のルートが意外と王道かもしれないと語っている。考えが読めない人物として設定されている一方、此ノ花は声優の演技とすごく相性が良かったと語っている。